# Pycnophyes parasanjuanensis
Pycnophyes parasanjuanensis> är en djurart som tillhör fylumet pansarmaskar och som beskrevs av Andrej V. Adrianov och Robert P. Higgins 1996.
Pycnophyes parasanjuanensis ingår i släktet Pycnophyes och familjen Pycnophyidae. Inga underarter finns listade i Catalogue of Life.